# Paul Joseph James Martin

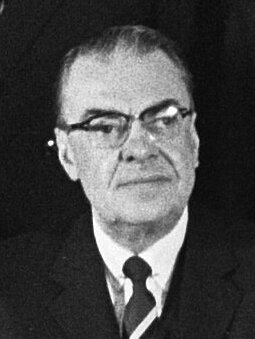
Paul Joseph James Martin (1964)

Paul Joseph James Martin PC CC QC (* 23. Juni 1903 in Ottawa, Ontario; † 14. September 1992) war ein kanadischer Jurist und Politiker der Liberalen Partei, der die Provinz Ontario fast 40 Jahre lang erst im Unterhaus und dann im Senat vertreten hatte, und auch langjähriger Bundesminister in verschiedenen Ressorts.

## Leben

### Abgeordneter und Minister
Nach dem Schulbesuch absolvierte Martin ein Studium und schloss dieses mit einem Master of Arts ab. Ein weiteres postgraduales Studium der Rechtswissenschaften beendete er mit einem Master of Laws (LL.M.) und war anschließend als Rechtsanwalt sowie Barrister tätig.
Seine politische Laufbahn begann Martin bei der Wahl vom 14. Oktober 1935, als er als Kandidat der Liberalen Partei erstmals zum Mitglied des Unterhauses gewählt wurde und in diesem bis zu seinem Mandatsverzicht am 20. April 1968 den Wahlkreis Essex East vertrat.

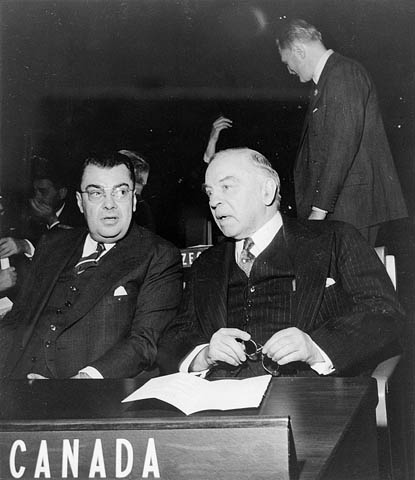
Martin (links) mit Premierminister William Lyon Mackenzie King während einer Sitzung der Vereinten Nationen (1946)

Während seiner langjährigen Parlamentszugehörigkeit war er zunächst zwischen Mai 1943 und April 1945 Parlamentarischer Assistent des Arbeitsministers sowie anschließend von April 1946 bis Dezember 1946 Staatssekretär für Kanada in der von Premierminister William Lyon Mackenzie King geleiteten 16. Bundesregierung. Nach einer Regierungsumbildung ernannte ihn King im Dezember 1946 zum Minister für Nationale Gesundheit und Wohlfahrt. Zugleich war er zwischen Dezember 1947 und Juni 1948 auch Vorsitzender des Unterhaus-Sonderausschusses für Preise.
Das Amt des Ministers für Nationale Gesundheit und Wohlfahrt bekleidete er auch im nachfolgenden und von Premierminister Louis Saint-Laurent geführten 17. Kabinett von November 1948 bis Juni 1957. Während dieser Zeit war er im August 1950 für einige Tage auch kommissarischer Arbeitsminister.

### Erfolglose Kandidaturen für den Vorsitz der Liberalen
Im Januar 1958 bewarb er sich um die Nachfolger von Saint-Laurent als Parteivorsitzender der Liberalen Partei, unterlag dabei aber Lester Pearson, dem langjährigen Außenminister und damaligen Führer der Opposition im Unterhaus.
Im April 1963 wurde Martin von Premierminister Lester Pearson zum Außenminister in die von diesem geführte 19. Bundesregierung berufen und bekleidete das Ministeramt bis zum Ende von Pearsons Amtszeit im April 1968. Nach dem Rücktritt Pearsons als Parteivorsitzender, kandidierte er Anfang April 1968 abermals für das Amt des Vorsitzenden der Liberalen Partei. Diesmal musste er sich allerdings Pierre Trudeau geschlagen geben, dem bisherigen Justizminister im Kabinett Pearsons.

### Senator und Hochkommissar
Am 20. April 1968 wurde er auf Vorschlag von Premierminister Pierre Trudeau zum Senator für Ontario ernannt und vertrat bis zum 30. Oktober 1974 den Senatsbezirk Windsor-Walkerville. Daneben war er in der von Trudeau gebildeten 20. Bundesregierung von April 1968 bis März 1969 zunächst Minister ohne Geschäftsbereich und danach von April 1969 bis August 1974 Führer der liberalen Regierungsmehrheitsfraktion im Senat.
Daneben war Martin zwischen 1972 und 1977 Kanzler der Wilfrid Laurier University (WLU) in Waterloo (Ontario).
Am 8. August 1975 trat er als Mehrheitsführer zurück, nachdem er zum Hochkommissar im Vereinigten Königreich ernannt wurde. Nachdem er am 30. Oktober 1974 auch sein Senatsmandat niedergelegt hatte, trat er das Amt des Hochkommissars in London offiziell zum 1. Januar 1975 an und übte dieses bis 1979 aus.
1976 wurde er zum Companion des Order of Canada ernannt. Neben seiner Berufung zum Hochkommissar wurde damit seine jahrzehntelangen Verdienste für Kanada im In- und Ausland gewürdigt. Des Weiteren erhielt er auch Ehrendoktorwürden in Rechtswissenschaften (Hon. LL.D.), Zivilrecht (Hon. DCL) und Geisteswissenschaft (Hon. D.Humanities).
Paul Joseph James Martin war der Vater von Paul Martin, der mehrere Jahre Finanzminister und von 2003 bis 2006 auch Premierminister Kanadas war.

## Veröffentlichungen
- A lifetime of public service: a brief biographical sketch of Mackenzie King, 1945
- Labour's post-war world, 1945
- Canada reviews old age security, 1950
- Canada and the quest for peace, 1967
- Paul Martin speaks for Canada: a selection of speeches on foreign policy, 1964-67, 1967
- Federalism and international relations, 1968
- Fédéralisme et relationsé internationales, 1968
- The Senate of Canada: its record and future challenge: speeches, Mitautor Earl A. Hastings, 1969
- Comments on the role of the Senate in the last session, 1969
- A very public life, 2 Bände, 1983
- Paul Martin: the London diaries, 1975-1979, Herausgeber William R. Young, 1988
- Citizenship and the people's world: the Canadian Citizenship Act of 1946, 1992